# Bisztritsányi Dávid
Bisztritsányi Dávid (Budapest, 1987. június 7. –) Európa-bajnoki bronzérmes, kétszeres Universiade-győztes magyar vízilabdázó.

## Eredményei

### Klub
- Szuper Kupa győztes (2007)
- Magyar bajnokság
  - aranyérmes: 2013, 2014
  - ezüstérmes: 2012, 2015
  - bronzérmes: 2008, 2016, 2017

### Válogatott
- Ifi Eb 3. hely (2005)
- Junior Eb 2. hely (2006) - legjobb kapus
- Junior Eb 3. hely (2004)
- Junior vb győztes (2007) - legjobb kapus

## Díjai, elismerései
- Év magyar egyetemi sportolója (2015)[1]